# Belgisch kampioenschap wielrennen voor militairen

De Belgische kampioenentrui

Het Belgisch kampioenschap wielrennen voor militairen is een jaarlijkse wielerwedstrijd in België voor wielrenners, die lid zijn van het Belgische leger. Er wordt gereden voor de nationale titel.

## Erelijst

### Heren, Elite
| Jaar | Plaats           | Winnaar              | 2de                        | 3de                     |
| 2007 | Erwetegem        | Hans Laureyn         | Geert Vermoote             | Nicky Cocquyt           |
| 2006 | niet gereden     | niet gereden         | niet gereden               | niet gereden            |
| 2005 | niet gereden     | niet gereden         | niet gereden               | niet gereden            |
| 2004 | niet gereden     | niet gereden         | niet gereden               | niet gereden            |
| 2003 | niet gereden     | niet gereden         | niet gereden               | niet gereden            |
| 2002 | Koksijde         | Geert Vermoote       | Gerry Werckx               | Bruno Jaremko           |
| 2001 | Koksijde         |                      |                            |                         |
| 2000 | Koksijde         |                      |                            |                         |
| 1999 |                  |                      |                            |                         |
| 1998 |                  |                      |                            |                         |
| 1997 |                  |                      |                            |                         |
| 1996 |                  |                      |                            |                         |
| 1995 |                  |                      |                            |                         |
| 1994 |                  |                      |                            |                         |
| 1993 | Lummen           | Pascal Putton        | Christophe Van Vlierberghe | Bart Vanstockstraeten   |
| 1992 | Ieper            | Claude De Bodt       | Gerdy Goossens             | Cédric Van Lommel       |
| 1991 | Zemst            | Jan Poppe            | Guy Geerinckx              | Johan Baerts            |
| 1990 | Leke             | Michel Vanhaecke     | Wim Omloop                 | Andy Deketelaere        |
| 1989 | Sint-Gillis-Waas | Johnny Macharis      | Carl Roes                  | Eddy Brabant            |
| 1988 | Nijlen           | Robert Fockaert      | Serge Baguet               | Marc Wauters            |
| 1987 | Nandrin          | Gino Verbraeken      | Patrick De Wael            | Christ Lefever          |
| 1986 | Vosselaar        | Luc Heuvelmans       | Edwig Van Hooydonck        | Patrick Robeet          |
| 1985 | Leopoldsburg     | Bruno Bruyere        | Didier De Witte            | Erwin Buysse            |
| 1984 | Zemst-Laar       | Rik Van Slycke       | Luc Timbreur               | Daniël Gorez            |
| 1983 | Sint-Truiden     | Carlo Bomans         | Rudy Ceyssens              | Rudy Alen               |
| 1982 | Oostakker        | Eric Vanderaerden    | Patrick Verplancke         | Kurt Verleden           |
| 1981 | Huppaye          | Kenny De Maerteleire | Eric Gijsemans             | Philippe De Ceuninck    |
| 1980 | Kachtem          | Eric Staes           | Marc Somers                | Rudy Dhaenens           |
| 1979 | Oudergem         | Eddy Van Hoof        | Jan Joos                   | Luc Van Mol             |
| 1978 | Mettet           | Luc Colijn           | Patrick Versluys           | Guy Janiszewski         |
| 1977 | Moorslede        | Charles Jochums      | Dirk Heirweg               | Willy Albert            |
| 1976 | Volkegem         | Daniel Willems       | Patrick Schils             | Erwin Van Kerschaever   |
| 1975 | Lembeek          | Ludo Schurgers       | Wim Myngheer               | Jean-Marie Bonfond      |
| 1974 | Moorslede        | John Vanderveken     | Eddy Vanhaerens            | Wim Schroyens           |
| 1973 | Mettet           | Roger Vandemaele     | Ludo Peeters               | Christian Moreau        |
| 1972 | Moorslede        | Noël Pottier         | Lieven Malfait             | Jacques Martin          |
| 1971 | Zolder           | Lucien Zelck         | Roger De Beukelaer         | Jacques Bréda           |
| 1970 | Mettet           | Daniel Pauwels       | Andre Verbraeken           | Luc Hermans             |
| 1969 |                  | Guido Van Sweevelt   | José Van Ackere            | Jackie De Clerck        |
| 1968 | Moorslede        | Jean-Pierre Monseré  | Emile Cambré               | Willy Teirlinck         |
| 1967 | Zolder           | Jean-Pierre Bossers  | Ronny Vanmarcke            | Sylvère Hellebuyck      |
| 1966 | Zolder           | Etienne Sonck        | Herman Vrijders            | Willy Boudrez           |
| 1965 | Zolder           | Fernand Hermie       | Emile Coppens              | Walter Wuyts            |
| 1964 | Brussel          | Willy Planckaert     | Jan Nolmans                | Henri Omloop            |
| 1963 | Brussel          | Julien Stevens       | Jos Boons                  | Remi Van Vreckom        |
| 1962 | Brussel          | Remi De Bruycker     | Guillaume Ivens            | Hubert Martlé           |
| 1961 | Brussel          | Ward Sels            | Willy Bocklant             | Jozef Timmerman         |
| 1960 | Brussel          | Benoni Beheyt        | Léo Van Bael               | Frans Brands            |
| 1959 | Brussel          | Georges Stevens      | Willy Vanden Berghen       | Jos Geurts              |
| 1958 | Brussel          | Roger Coppens        | Herman Cornelis            | Lode Troonbeeckx        |
| 1957 | Brussel          | Roger Vindevogel     | Noël Sabbe                 | Romain Van Wynsberghe   |
| 1956 | Brussel          | Robert De Pauw       | Theo Dormaels              | Guillaume Demaer        |
| 1955 | Brussel          | André Bar            | Oswald Declercq            | Roger Molenaers         |
| 1954 | Brussel          | Michel Van Aerde     | Norbert Vantieghem         | Roger Baudechon         |
| 1953 | Brussel          | Norbert Vantieghem   | Albert Christiaens         | Jules Mans              |
| 1952 | Brussel          | André Noyelle        | Roger Leenknecht           | René Van Meenen         |
| 1951 | Brussel          | Jan Zagers           | Gérard Devogel             | Jozef Wouters           |
| 1950 | Brussel          | Germain Derycke      | Boudewijn Devos            | Raphaël Glorieux        |
| 1949 | Brussel          | Leon De Lathouwer    | Leopold Degraveleyn        | Hubert Maréchal         |
| 1948 | Brussel          | Gabriel Sieuw        | Noë Pommelaere             | Van Den Ende            |
| 1947 |                  | Maurice Blomme       | Frans Mommaerts            | Ernest Heyvaert         |
| 1946 | niet gereden     | niet gereden         | niet gereden               | niet gereden            |
| 1945 | niet gereden     | niet gereden         | niet gereden               | niet gereden            |
| 1944 | niet gereden     | niet gereden         | niet gereden               | niet gereden            |
| 1943 | niet gereden     | niet gereden         | niet gereden               | niet gereden            |
| 1942 | niet gereden     | niet gereden         | niet gereden               | niet gereden            |
| 1941 | niet gereden     | niet gereden         | niet gereden               | niet gereden            |
| 1940 | niet gereden     | niet gereden         | niet gereden               | niet gereden            |
| 1939 |                  | Alphonse Abeele      | Jozef De Schrijver         | Lormoy                  |
| 1938 |                  | Karel Thijs          | Frans Van Hellemont        | Jan De Voeght           |
| 1937 |                  | Max Harmand          | Marcel Termont             | Frans Matthys           |
| 1936 |                  | Seraphien Tiquet     | J. Pintens                 | Louis Saeremans         |
| 1935 |                  | Lambert Janssens     | Adelin Van Simaeys         | Louis Logist            |
| 1934 |                  | Willy Michaux        | R. Van Thillo              | Herman Van Den Wyngaert |
| 1933 |                  | Joseph Huts          | Lode Janssens              | Albert Beckaert         |
| 1932 |                  | Théo Herckenrath     | Jules Kneepkens            | Jean Minsart            |
| 1931 |                  | Leo Deryck           | Louis Duerloo              | Mee Clarysse            |
| 1930 |                  | Karel Van Keer       | Ch. Mathys                 | E. Bryssinckx           |
| 1929 |                  | Godfried De Vocht    | Jacques Boone              | 12 renners              |
| ...  | ...              | ...                  | ...                        |                         |

### Heren, Masters (40+)
| Jaar | Plaats    | Winnaar       | 2de            | 3de       |
| 2007 | Erwetegem | Jo Wijngaerts | Olivier Caenen | Luc Torfs |
| ...  | ...       | ...           | ...            | ...       |

### Dames, Elite
| Jaar | Plaats       | Winnaar         | 2de            | 3de           |
| 2007 | Erwetegem    | Veronique Coene | Sarah Tonsenst | Katia Dewilde |
| 2006 | niet gereden | niet gereden    | niet gereden   | niet gereden  |
| 2005 | niet gereden | niet gereden    | niet gereden   | niet gereden  |
| 2004 | niet gereden | niet gereden    | niet gereden   | niet gereden  |
| 2003 | niet gereden | niet gereden    | niet gereden   | niet gereden  |
| 2002 | Koksijde     | Hilde Wellens   | Devos          | Annick Brackx |
| ...  | ...          | ...             | ...            | ...           |